# Robert Graham
Lionel Robert Graham (Mexico-Stad, 19 augustus 1938 - Santa Monica, 27 december 2008) was een Amerikaans beeldhouwer.
Graham werd geboren in Mexico en had een Mexicaanse vader en een Amerikaanse moeder. Toen hij negen was verhuisde het gezin naar de Verenigde Staten. Hij studeerde van 1961 tot 1963 aan de San José State University en aan het San Francisco Art Institute in Californië. In 1972 stelde hij tentoon in het Museum of Fine Arts in Dallas. Voor de Olympische Spelen in Los Angeles (1984) ontwierp Robert Graham een reliëf op de bijna 10 meter hoge bronzen toren van het "Memorial Coliseum". Het symboliseerde de 40 verschillende culturen van Los Angeles. De massieve bronzen werken van Graham zijn verspreid over de Verenigde Staten, zoals het "Franklin Delano Roosevelt Memorial" in Washington D.C. en het gedenkbeeld voor Duke Ellington in Central Park in New York.
Robert Graham was sinds 1992 gehuwd met de actrice Anjelica Huston. In 2006 werd hij door gouverneur Arnold Schwarzenegger voor zijn werk opgenomen in de Californische Hall of Fame.